# Ute Neubert
Ute Neubert es una deportista alemana que compitió para la RFA en natación. Ganó dos medallas en el Campeonato Europeo de Natación de 1981.

## Palmarés internacional
| Campeonato Europeo | Campeonato Europeo | Campeonato Europeo | Campeonato Europeo |
| Año                | Lugar              | Medalla            | Prueba             |
| ------------------ | ------------------ | ------------------ | ------------------ |
| 1981               | Split (Yugoslavia) | Medalla de plata   | 4 × 100 m libre    |
| 1981               | Split (Yugoslavia) | Medalla de bronce  | 4 × 100 m estilos  |